# برنة (جنس)

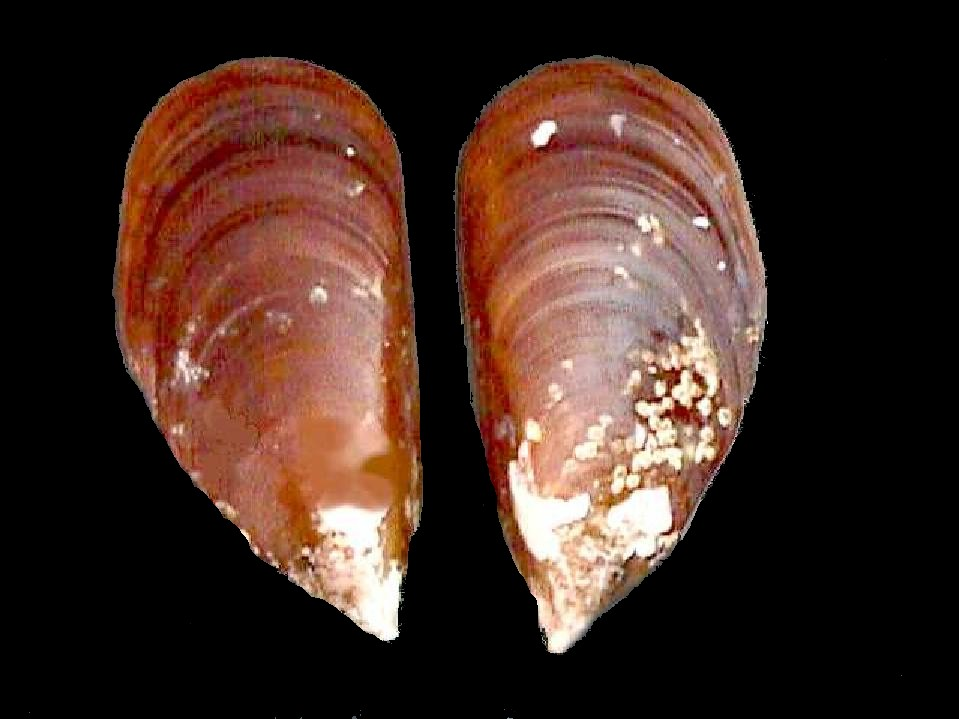
أحد أنواع البرنة

البَرْنَة جنس حيوانات بحرية من الرخويات صفيحيات الخياشسم عادمات المثاعب وفصيلة الاطيريات. أنواعها المعروفة نحو 50 منتشرة في معظم بحار المناطق الحارة. أصدافها متباينة الأشكال والأحجام لاقياسية المصاريع. مفصلاتها عادمة الأسنان. تعيش لاصقة بالصخور البعيدة الغور.